# Bajoterra: Maldad del más allá
Bajoterra: Maldad del más allá (Originalmente en inglés: Slugterra: Ghoul from beyond) es una película animada canadiense de 2014 producida por Nerd Corps Entertainment y distribuida por Disney XD. Fue estrenada internacionalmente el 30 de marzo de 2014.
La película está basada en la serie de televisión Bajoterra y es la primera película sobre la misma. Cronológicamente se sitúa después de la tercera temporada de la serie.

## Sinopsis
Después de derrotar al Dr. Blakk y a las babosas oscuras las cosas empiezan a volver a la normalidad en Bajoterra, pero ahora que Blakk no está, el resto de criminales buscan reclamar su puesto como el mayor villano de Bajoterra, ahora armados con la nueva tecnología de lanzadoras mega-morph.